# Préjuce Nakoulma
Nguimbe Préjuce Nakoulma (Ouagadougou, 21 aprile 1987) è un calciatore burkinabé, attaccante del Sautron.

## Carriera

### Club
Segna l'ultimo gol con il Górnik Łęczna il 30 luglio 2011 nella vittoria casalinga per 2-0 contro l'Olimpia Grudziądz. Gioca l'ultima partita con il Górnik Łęczna il 20 agosto 2011 nel pareggio casalingo per 1-1 contro il Dolcan Ząbki.
Debutta con il Widzew Łódź il 7 agosto 2010 nel pareggio casalingo per 1-1 contro il Lech Poznań. Segna il primo gol nel Widzew il 23 aprile 2011 nella vittoria casalinga per 3-1 contro il Polonia Bytom. Gioca l'ultima partita nel Widzew il 15 maggio 2011 nella vittoria casalinga per 2-1 contro il Zagłębie Lubin.
Debutta con il Górnik Zabrze il 12 settembre 2011 nella sconfitta fuori casa per 2-1 contro il Lechia Danzica, subentrando al 65' a Daniel Gołębiewski. Segna il primo gol con il Górnik Zabrze il 17 settembre 2011 nel pareggio fuori casa per 1-1 contro il ŁKS Łódź.
Il 16 febbraio 2017, dopo la positiva Coppa d'Africa con la nazionale, viene ingaggiato a parametro zero dal Nantes. Si svincola nell'estate del 2018.
Il 15 gennaio 2019 si accorda per sei mesi con il Çaykur Rizespor, in Turchia.
Nel 2020 firma per L'Orleans

### Nazionale
Nakoulma è membro della nazionale maggiore burkinabé dal 2012. Ha partecipato alla Coppa d'Africa 2017, dove con ottime prestazioni (anche 2 gol) ha contribuito al terzo posto finale dei suoi.